# Sunčev kombinirani sustav
Sunčev kombinirani sustav ili sunčev hibridni sustav je kombinacija dvaju ili više izvora energije, koji se primjenjuju na udaljenim mjestima, gdje ne postoji izgrađen elektroenergetski sustav, uz osnovni sunčev toplovodni sustav. Najčešći sunčev kombinirani sustav je kombinacija obnovljivih izvora energije (sunčeva energija i energija vjetra) i dizelskog elektroagregata. U vrijeme smanjene insolacije ili dužeg razdoblja bez vjetra, dizelski elektroagregat osigurava primjereno punjenje baterije, iz koje se preko pretvarača (invertera) napajaju izmjenična trošila.

## Sunčev kombinirani sustav s energijom vjetra
Mali vjetroagregati, koji su po jedinici instalirane snage obično skuplji od velikih mrežno ugrađenih vjetroagregata, postaju cijenom i tehničkim osobinama sve prihvatljiviji, a u nekim slučajevima i ekonomski opravdan izbor za opskrbu električnom energijom. Raspoloživost malih samostalnih sustava zasnovanih na energiji vjetra moguće je poboljšati uključivanjem fotonaponskih ploča u sustav zbog međusobnog nadopunjavanja raspoloživosti dvaju izvora energije. U Republici Hrvatskoj korištenje ovakvih sustava u samom je začetku, te predstavlja zanimljiv poduzetnički tržišni izazov.
Mali vjetroagregati se smještaju na relativno malim visinama iznad tla, u području jakog utjecaja raznih prepreka na strujanje zraka, pa je kod korištenja ovakvih malih sustava potrebno posebno voditi računa o smještaju. Odabir prikladne veličine vjetroagregata i ostalih komponenata malog samostalnog sustava vrlo je važan korak, koji ima velike troškovne posljedice na cijenu ovako proizvedene energije.
Priroda energije vjetra i energije Sunca ima stohastički karakter i vremenski je izrazito promjenjiva. Energiju Sunca moguće je iskorištavati samo od izlaska do zalaska Sunca, a ona ovisi i o sezonskim promjenama putanje Zemlje oko Sunca. Vjetar je osim vremenski, također i prostorno promjenjiv, i to u mnogo većoj mjeri nego energija Sunca. Za iskorištavanje energije vjetra na otocima u velikoj većini slučajeva je važna tzv. obalna cirkulacija na koju utječu lokalni uvjeti, poput temperature mora, zraka i kopna. Brojni su čimbenici koje je potrebno uzeti u obzir kako bi se dobio sustav koji radi optimalno na odabranom položaju. Osim uređaja koji pretvaraju energiju vjetra i Sunca u električnu energiju, potrebno je imati i uređaj za kratkoročnu pohranu električne energije, te uređaje za pretvorbu istosmjerne električne energije, kakvu proizvode mali vjetroagregati i fotonaponske ploče, u izmjeničnu struju, kakvu koristi većina kućanskih uređaja.

### Sunčev kombinirani sustav za jadranske otoke
Sredozemno okružje jamči znatan broj sunčanih dana i u zimskim mjesecima, a lokalna, priobalna cirkulacija osigurava dovoljno vjetra čak i u ljetnim mjesecima, čime se osigurava električna energija upravo onda kad je potrebna. Za slučajeve kada nema Sunca i ne puše vjetar, što se zna dogoditi za mirnih ljetnih noći, izvor energije su baterije koje se pune danju i kad puše dovoljno vjetra. Nekoliko je osnovnih pokazatelja za primjenu samostalnih kombiniranih sustava o kojima se mora voditi računa: 
- srednja godišnja brzina vjetra bi trebala biti minimalno 4 m/s;
- električna mreža na mjestu nije dostupna ili je proširiva do položaja uz znatne materijalne troškove;
- postoji interes za neovisnim energetskim rješenjem;
- smanjenje utjecaja na okoliš i njegova zaštita;
- svjesnost o potrebi smanjene potrošnje električne energije i neusklađenosti vjetra i Sunca kao izvora energije;

Stambeni objekti, odnosno objekti u kojima se stanuje tijekom cijele godine, teško će svoje energetske potrebe zadovoljiti isključivo korištenjem obnovljivih izvora energije. Sustavi koji imaju visoku potrošnju, a napajaju se samo obnovljivim izvorima energije, vrlo su skupi jer zahtijevaju veliki kapacitet baterija.
Optimalni sustav za primjenu na otoku Krku bi bio:
- fotonaponski sustav instalirane snage 2,2 kW
- mali vjetroagregat instalirane snage 3 kW (20 m stup)
- spremnici energije (baterije) 4 x 2500 Ah 2 V
- pretvarač (inverter) instalirane snage 5 kW

Odabrana inačica optimiranog sustava proizvodi 8816 kWh godišnje, dok su potrebe za energijom 5051 kWh. Sustav je prema tome u stanju isporučiti i više energije nego što je to potrebno. Vremenska neusklađenost proizvodnje i potrošnje uzrok je nemogućnosti iskorištavanja dijela energije kad ona nije potrebna. Taj višak energije se može iskoristiti za zagrijavanje vode, odnosno grijanje ili hlađenje prostora.

## Sunčev kombinirani sustav s toplinskom pumpom
Princip rada toplinske pumpe ili dizalice topline (engl. heat pump) temelji se na izmjeni topline iz okoliša u prostor koji želimo grijati ili hladiti. Uloženi rad ima višestruki toplinski učinak, pa su ovi uređaji energetski najučinkovitiji i nalaze sve širu primjenu u sustavima grijanja i hlađenja. Uštede u odnosu na električnu energiju korištenu na elektrootporno grijanje su višestruke.
S obzirom na to da je temeljni princip rada uzimanje topline iz okoline, kombinacija sa sunčevim toplovodnim sustavom je izvrstan izbor. Mogu se koristiti kao dodatni izvor topline, u kogeneraciji, neposredno ugrađeni u sunčev toplovodni sustav. Toplinske pumpe ugrađene u sunčev toplovodni sustav povećavaju stupanj iskorištenja sunčevog sustava od 3 do 5 puta. Toplinske pumpe imaju izvrsna svojstva u niskotemperaturnim sustavima podnog grijanja i stropnog hlađenja i grijanja, u kombinaciji sa sunčevim sustavom.

## Sunčev kombinirani sustav s geotermalnom energijom
Glavni problem sunčevih termoelektrana i vjetroelektrana je njihova promjenjivost. Ako nema dovoljno Sunca ili je vjetar preslab, smanjuje se proizvodnja energije, što zauzvrat povlači niz problema vezanih uz opskrbu električnom energijom. Kogeneracijske elektrane pomažu u rješavanju promjenjivost kombiniranjem obnovljivog izvora energije (Sunca ili vjetra), s fosilnim gorivima kao što su prirodni plin ili ugljen. Fosilna goriva koriste se za osnovno opterećenje i u vremenima kad proizvodnja iz obnovljivih izvora nije dostatna.
Sunčeve fotonaponske ploče bit će postavljene u blizini Enelovog geotermalnog postrojenja Stillwater u sjevernoj Nevadi. Jednom kada bude dovršen, projekt će proizvoditi dodatnih 24 MW električne energije. Iako obećavajući, projekti kombiniranih elektrana na obnovljive izvore energije vjerojatno neće zaživjeti do ozbiljnijeg razvoja tehnologija skladištenja dobivene energije. Ipak, ova rješenja mogla bi se pokazati vrlo popularnim u pojedinim područjima, koja imaju stabilan izvor energije poput geotermalne, ili hidroenergije, te drugu mogućnost iz obnovljivih izvora, kao što je sunčeva fotonaponska elektrana ili vjetroelektrana.